# Harry Cox (Pianist)
Harry Cox (* 16. April 1923 in Amsterdam; † 6. Oktober 2009) war ein belgischer Pianist und Komponist.
Cox studierte am Königlichen Konservatorium von Antwerpen Klavier, Kontrapunkt und Fuge und war in Genf Schüler von Dinu Lipatti. Schließlich studierte er in Paris bei Nadia Boulanger. Mehrere Jahre arbeitete er als Pianist beim ORTF. Neben zahlreichen Klavierstücken und Liedern komponierte er Chorwerke, zehn Kantaten und fünf Instrumentalkonzerte.